# Diana Valencia
Diana Valencia (Bogotá, 1978) es una científica planetaria y astrofísica colombiana. Es profesora asociada de física y astrofísica en la Universidad de Toronto. Junto con su equipo de asesores de doctorado, Richard J. O'Connell y Dimitar D. Sasselov de la Universidad de Harvard, acuñó el término «supertierra» para describir a los planetas extrasolares con masas superiores a la del Planeta Tierra. La investigación de Valencia caracteriza a los planetas con masas entre los gigantes gaseosos y la Tierra.

## Biografía

### Primeros años y estudios
Diana Valencia emigró de Colombia a Canadá con sus padres mientras estudiaba una licenciatura en física en la Universidad de los Andes en Bogotá. Una vez en Canadá, se dio cuenta de que había oportunidades profesionales para las mujeres en el campo de las ciencias y obtuvo una licenciatura y luego un máster en física en la Universidad de Toronto. Solicitó programas de posgrado y fue aceptada en la Universidad de Harvard como estudiante de doctorado. A partir de ese momento se dedicó a la investigación de los planetas extrasolares.

### Carrera
Su primera publicación importante, Internal Structure of Massive Terrestrial Planets (2006), propuso la primera relación entre masa y radio para exoplanetas rocosos que asociaba la masa, el radio y la estructura interna de planetas sólidos más masivos que la Tierra. Un año después publicó Radius and Structure Models of the First Super-Earth Planet, en el que reconoció que los exoplanetas de diferentes composiciones tendrían diferentes medidas de masa y radio cuantificadas por las presiones de degeneración, incluyendo exoplanetas con núcleos de hierro, mantos rocosos y cáscaras heladas o líquidas. Inevitability of Plate Tectonics on Super-Earths, también de 2007, fue la primera investigación publicada en la que se proponía que los planetas terrestres de mayor masa deberían experimentar la tectónica de placas debido a que las litósferas son más débiles y a que las tensiones son mayores.
Con Bulk Composition of GJ 1214b and Other Sub-Neptunian Exoplanets de 2013, Valencia intenta mostrar la composición de un exoplaneta atmosférico a partir de la masa y el radio planetarios, así como su evolución y características internas. ¿Can a Machine Learn the Outcome of Planetary Collisions?, publicado en 2019, explora métodos mejorados para predecir el resultado de las colisiones planetarias que se creen importantes en las últimas etapas de la formación de los planetas.

## Reconocimientos
- Beca postdoctoral Poincare en el Observatorio de la Costa Azul, Niza, Francia (2008)[9]
- Alumna del Instituto de los Orígenes de la Vida, departamento de Ciencias de la Tierra y Planetarias, Universidad de Harvard[10]
- Beca postdoctoral Sagan de la NASA (2010)[9]